# Nikołaj Bogomołow
Nikołaj Timofiejewicz Bogomołow (ros. Николай Тимофеевич Богомолов, ur. 10 sierpnia 1923 we wsi Oleniewka w rejonie rtiszczewskim w obwodzie saratowskim, zm. 27 września 1981 we wsi Siewierka w obwodzie saratowskim) – radziecki wojskowy, starszy sierżant, Bohater Związku Radzieckiego (1945).

## Życiorys
Skończył niepełną szkołę średnią, pracował w kołchozie, gdzie kierował czytelnią, w lutym 1942 został powołany do Armii Czerwonej. Od czerwca 1942 uczestniczył w wojnie z Niemcami, walcząc kolejno na Froncie Stalingradzkim, Briańskim, 1 i 2 Białoruskim m.in. jako dowódca działa 142 pułku piechoty 5 Dywizji Piechoty 3 Armii w stopniu starszego sierżanta. Trzykrotnie był ciężko ranny. Brał udział w bitwie pod Stalingradem i Kurskiem oraz w wyzwalaniu Białorusi i Polski. Po wojnie wrócił do rodzinnej wsi, gdzie pracował w kołchozie, a później jako przewodniczący wiejskiego komitetu wykonawczego w Siewierce.

## Odznaczenia
- Złota Gwiazda Bohatera Związku Radzieckiego (24 marca 1945)
- Order Lenina (24 marca 1945)
- Order Wojny Ojczyźnianej I klasy (1945)
- Order Czerwonej Gwiazdy (1943)
- Order Sławy III klasy (1944)
- Medal „Za Odwagę (1943)
- Medal „Za obronę Stalingradu”

I inne.